# Pątnów Wieluński
Pątnów Wieluński – przystanek kolejowy w Pątnowie, w województwie łódzkim, w Polsce.
Przystanek położony jest na linii kolejowej nr 181.

## Ruch pasażerski
| Rok  | Wymiana pasażerska na dobę |
| ---- | -------------------------- |
| 2017 | 0-9                        |
| 2022 | 0-9                        |

## Historia
Stacja w Pątnowie została uruchomiona w 1926 r. wraz z otwarciem nowego odcinka obecnej linii kolejowej nr 181, Herby Nowe – Wieruszów.

## Połączenia bezpośrednie
- Katowice
- Kępno
- Krzepice
- Tarnowskie Góry
- Wieluń